# جمعية فاي لامدا أبسيلون
جمعية فاي لامدا أبسيلون الكيميائية الوطنية الفخرية (بالإنجليزية: Phi Lambda Upsilon)‏( ΦΛΥ ) تأسست عام 1899 في مختبر نويس بجامعة إلينوي. كانت جمعية فاي لامدا أبسيلون أول جمعية شرفية مخصصة للمنح الدراسية في تخصص واحد، وهو الكيمياء.

## الأهداف
من أهداف وأغراض الجمعية في نظامها- تعزيز المنح الدراسية العالية والبحث الأصلي في جميع فروع الكيمياء البحتة والتطبيقية. تصور المؤسسون مجتمع مخصص لهذه الأهداف والذي من شأنه أن يخدم مجال الكيمياء بنفس الطريقة التي تخدم بها فاي بيتا كابا العلوم الإنسانية؛ وسيجما كاي، البحث العلمي؛ وتاو بيتا باي، الهندسة. طوال تاريخها، كانت جمعية فاي لامدا أبسيلون ملتزمة بشكل ثابت بأهدافها كجمعية شرفية.

## تاريخها
تأسست جمعية فاي لامدا أبسيلون كجمعية كيميائية فخرية في مارس 1899، في جامعة إلينوي. كانت هذه أول جمعية شرفية مخصصة لتخصص علمي واحد ومحدد. إن دراسة تاريخنا تكشف عن ثلاث فترات متميزة. تشكل الفترة الأولى تأسيس ونمو وترسيخ فرع ألفا في جامعة إلينوي. بدأت الفترة الثانية عام 1906 عندما تم إنشاء فرع بيتا في جامعة ويسكونسن. وقد تم تأسيس خمسة فصول أخرى قبل 29 يونيو 1911، وهو تاريخ المؤتمر الذي عقد في إنديانابوليس والذي تم فيه تنظيم الجمعية الوطنية ووصلت الفترة الثانية إلى ذروتها. منذ عام 1911 وحتى الآن، قامت الجمعية برفع معايير العضوية بشكل تدريجي. كما تميزت هذه الفترة أيضًا بتطور برامج الأنشطة داخل الفصول بما يتوافق مع الطابع الفخري للجمعية. أنشأت الجمعية أكثر من خمسة وسبعين فصل تضم ما يقرب من 60 ألف عضو.

## العضوية
يتم انتخاب الأعضاء من قبل الفصول أو المجتمع العام على أساس إنجازاتهم الأكاديمية ووعدهم. تشمل العضوية طلاب متميزين في الكيمياء البحتة والتطبيقية يتم اختيارهم من فصول السنة الثالثة أو الرابعة أو الدراسات العليا، وكذلك من أعضاء هيئة التدريس والموظفين المؤهلين تأهيلاً عالياً، وكذلك من طلاب ما بعد الدكتوراه المختارين المشاركين في المساعي الكيميائية بالتعاون مع مؤسسات التعليم العالي المؤهلة.

### العضوية الفخرية
العضوية الفخرية هي أعلى تكريم يمكن أن تمنحه الجمعية لشخص ما. الأعضاء الفخريون هم علماء يتمتعون بسمعة وطنية أو دولية في مجال الكيمياء ويتم اختيارهم عن طريق تصويت الفصول. إن العضوية المنتظمة في الجمعية لا تمنع بأي حال من الأحوال انتخاب العضو الفخري لاحقًا. لقد تم منح هذا التكريم لمائتين وعشرة أفراد فقط خلال تاريخ الجمعية الممتد لخمسة وتسعين عامًا. تتضمن قائمة الأعضاء الفخريين أسماء علماء الكيمياء الأمريكيين والأجانب البارزين، بما في ذلك جميع الحائزين الأمريكيين على جائزة نوبل في الكيمياء تقريبًا.

## المؤتمر الثلاثي
تجتمع اللجنة التنفيذية كل ثلاث سنوات مع مندوبين من الفروع المحلية على مستوى البلاد لمناقشة أعمال الجمعية وانتخاب الضباط الوطنيين للفترة الثلاثية القادمة. يتم انتخاب الضباط الوطنيين من بين أعضاء الجمعية الذين هم من أعضاء هيئة التدريس أو الحكومة أو الكيميائيين الصناعيين. المندوبون المصوتين هم أعضاء الجمعية من خريجي الجامعات أو من حملة الشهادات الجامعية، حيث يتمكن كل فصل من الإدلاء بصوت واحد بشأن كل قضية يتم طرحها أو انتخاب منصب وطني. يجوز للفصول النشطة إرسال مندوب تصويت واحد سيتم تعويضه عن نفقات سفره، على الرغم من دعوة مندوبين إضافيين من فصل معين وأعضاء عموميين لحضور الاجتماع أيضًا.

## روابط خارجية
- ΦΛΥ الموقع الرسمي